# San Felice (Senale-San Felice)
San Felice (St. Felix in tedesco, talvolta con la specifica in Val di Non/im Deutschnonsberg) è uno dei due villaggi che, insieme a Senale, compongono il Comune italiano di Senale-San Felice nell'Alta Val di Non, che fa parte della Provincia autonoma di Bolzano.

## Storia
Il villaggio di San Felice veniva chiamato fino all'inizio dell'Ottocento Caseid che viene nominato per la prima volta nel 1233 insieme ad un certo Vitus de Vasio (il castello di Vasio sorge tra Fondo e Brez nel Trentino). Il toponimo odierno il paese lo ha preso progressivamente dal nome del patrono della chiesa che è san Felice. Per il breve periodo dal 1810 al 1815 il paese faceva parte del Regno d'Italia appena fondato da Napoleone. S. Felice divenne comune indipendente solo nel 1864 dopo la separazione dal comune di Senale. Nel 1928 S. Felice venne unificato al comune di Fondo per poi diventare di nuovo indipendente nel 1947. Nel 1974 i due comuni di Senale e S. Felice confluirono nel unico comune di Senale - San Felice.
Il tribunale competente risiedeva fino al 1964 a Fondo, dal 1970 in poi a Merano.

## Monumenti e luoghi d'interesse

### Architetture religiose
- Chiesa di San Felice, parrocchiale

## Economia

### Artigianato
Per quanto riguarda l'artigianato, importante e rinomata è la produzione di mobili d'arte  e di arredamenti tipici campagnoli.

## Galleria d'immagini

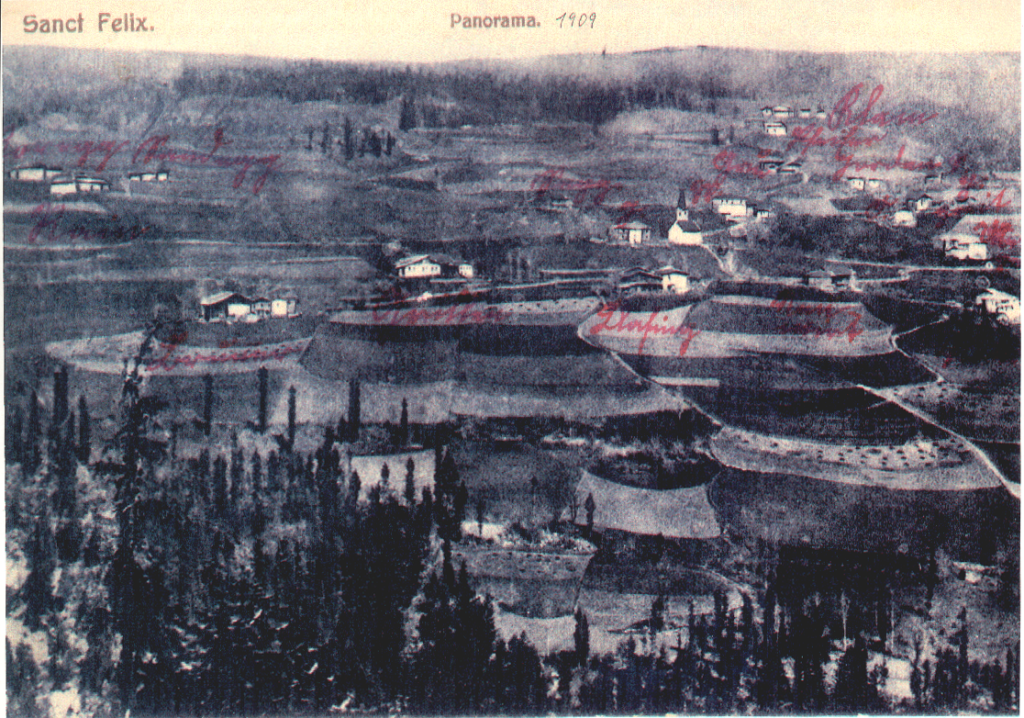
S. Felice, 1909, Vista SSO
S. Felice, ca. 1957, Vista SSE
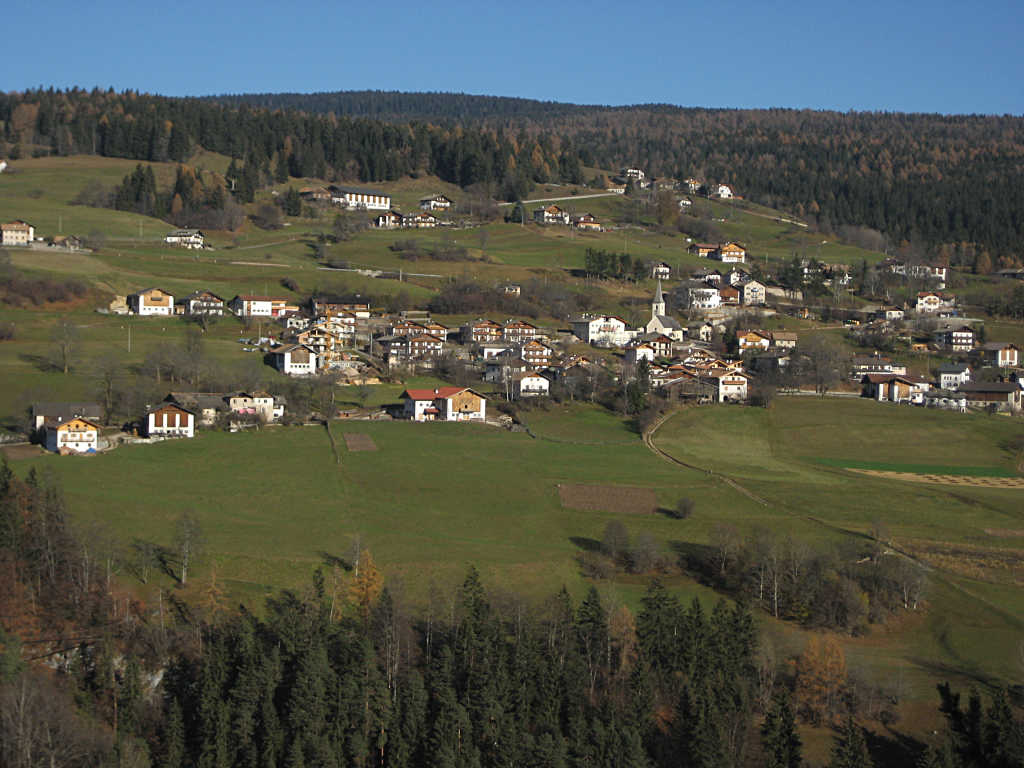
S. Felice, Novembre 2006, Vista SSO